# 松平忠次
松平 忠次（まつだいら ただつぐ）は、戦国時代の武将。五井松平家4代。

## 生涯
3代・松平信長の子として誕生。母は松平家広の娘。
天文9年（1540年）6月6日、織田信秀の軍勢が三河に進攻して安城を攻撃した際、城主松平長家救援のため入城し、織田軍の撃退に功績を挙げた。三河国伊田・羽根の両郷を恩賞として賜ったという。天文14年（1545年）にも来攻した織田信秀の軍勢を撃退した安城縄手の戦いで武功を挙げた（安城合戦）。
天文16年（1547年）9月28日、松平広忠が離反した一族の松平信孝（三木松平家）と渡河内において戦った際、忠次は先鋒を承ったが、敵方の鳥居又次郎と戦って討ち死した。享年27。なお、又次郎と忠次は親族（従父兄弟）であり、討死の際に忠次が身につけていた青江の刀が父祖相伝のものと知っていたために、又次郎は五井松平家に送り返した。
葬地は愛知県蒲郡市五井の長泉寺。

## 系譜
『寛政重修諸家譜』によれば、弟に信次（長左衛門）がおり、男子が2人いる。
- 松平景忠（弥九郎、太郎左衛門）
- 松平正幸（新兵衛）

長男の景忠が幼少で跡を継ぎ、弟の信次が松平広忠の命を受けて後見した。信次の子孫は鵜殿姓を称して家臣となった。
二男の正幸は家臣となり、子孫は鵜殿姓を称した。